# Frederick Crews
Frederick Campbell Crews (20 de fevereiro de 1933 – Oakland, 21 de junho de 2024) foi um ensaísta e crítico literário norte-americano. Professor emérito de inglês na University of California, Berkeley, Crews escreveu vários livros, incluindo The Tragedy of Manners: Moral Drama in the Later Novels of Henry James (1957), E.M. Forster: The Perils of Humanism (1962) e The Sins of the Fathers (1966), uma discussão sobre a obra de Nathaniel Hawthorne. Ele recebeu atenção popular por The Pooh Perplex (1963), um livro de ensaios satíricos parodiando casebooks contemporâneos. Inicialmente um defensor da crítica literária psicanalítica, Crews mais tarde rejeitou a psicanálise, tornando-se um crítico de Sigmund Freud e de seus padrões científicos e éticos. Crews foi um participante proeminente nas "guerras de Freud" das décadas de 1980 e 1990, um debate sobre a reputação, trabalho acadêmico e impacto no século XX de Freud, que fundou a psicanálise.

## Vida e carreira

### Vida pessoal
Crews nasceu num subúrbio da Filadélfia em 1933. Seus pais eram leitores ávidos e tremendamente influentes em sua vida, disse Crews; "Ambos foram criados em situação de pobreza considerável, e os livros foram extremamente importantes para eles pessoalmente, ao moldá-los. Minha mãe era muito literária; meu pai era muito científico. Eu sinto que ganhei um pouco de ambos os lados." No ensino médio, Crews foi co-capitão do time de tênis e por décadas ele permaneceu um ávido esquiador, caminhante, nadador e corredor. Crews morou em Berkeley com sua esposa, Elizabeth Crews, uma fotógrafa que nasceu e foi criada em Berkeley, Califórnia. Eles têm duas filhas e quatro netos.

### Educação
Crews completou sua graduação na Universidade de Yale em 1955. Embora sua graduação tenha sido em inglês, Crews entrou no programa de Estudos Direcionados durante seus primeiros dois anos em Yale, que ele descreve como sua maior experiência porque o programa foi ministrado por um corpo docente coordenado e exigia que os alunos distribuíssem seus cursos entre ciências naturais, ciências sociais, literatura e filosofia. Ele recebeu seu Ph.D em Literatura pela Universidade de Princeton em 1958. Crews citou Fyodor Dostoyevsky, Friedrich Nietzsche, Hawthorne e Freud como as principais influências durante seu tempo em Princeton.

### Carreira
Em 1958, Crews ingressou no Departamento de Inglês da UC Berkeley, onde lecionou por 36 anos antes de se aposentar como seu presidente em 1994. Crews foi um ativista anti-guerra de 1965 a cerca de 1970 e defendeu a resistência ao recrutamento como co-presidente do Comitê de Paz do Corpo Docente de Berkeley . Embora ele compartilhasse a suposição generalizada em meados da década de 1960 de que a teoria psicanalítica era um relato válido da motivação humana e foi um dos primeiros acadêmicos a aplicar essa teoria sistematicamente ao estudo da literatura, Crews gradualmente passou a considerar a psicanálise como uma pseudociência. Isso o convenceu de que sua lealdade não deveria pertencer a nenhuma teoria, mas sim aos padrões empíricos e ao ponto de vista cético. Ao longo de sua carreira, Crews trouxe sua preocupação com o discurso racional para o estudo de várias questões, desde a controvérsia sobre a memória recuperada, a credibilidade do teste de Rorschach e a crença em abduções alienígenas à Teosofia e "design inteligente". Ele também defendeu uma redação clara com base em padrões de argumentos sólidos e eficácia retórica, em vez da adesão a regras rígidas de livros escolares. "O que me interessa é a racionalidade geral", disse Crews em uma entrevista:
A racionalidade geral exige que observemos o mundo cuidadosamente, consideremos hipóteses alternativas às nossas próprias, coletemos evidências de maneira responsável, respondamos às objeções. Esses são hábitos mentais que a ciência compartilha com boa história, boa sociologia, boa ciência política, boa economia, o que quer que seja. E eu resumo tudo isso no que chamo de "atitude empírica". É uma combinação de sentir-se responsável pelas evidências disponíveis, sentir-se responsável por sair e encontrar essas evidências, incluindo as evidências que são contrárias às próprias suposições, e responsabilidade de ser lógico consigo mesmo e com os outros. E esse é um ideal que não é tanto individual quanto social. A atitude racional realmente não funciona quando simplesmente aplicada a si mesmo. É algo que devemos uns aos outros.

### Morte
Crews morreu em 21 de junho de 2024, aos 91 anos, em Oakland.

## Publicações

### Sátira
Em 1963, Crews publicou seu primeiro best-seller, The Pooh Perplex: A Student Casebook, que satirizava o tipo de casebooks então distribuídos a estudantes universitários do primeiro ano em cursos introdutórios de literatura e redação. O livro apresentava um conjunto fictício de professores de inglês escrevendo ensaios sobre o personagem clássico de A. A. Milne, o Ursinho Pooh, parodiando abordagens marxistas, freudianas, cristãs, leavisitas e fiedlerianas para analisar textos literários. Embora instado pelos leitores a publicar um volume subsequente, Crews adiou a redação de um até depois de sua aposentadoria em 1994, produzindo o livro Postmodern Pooh em 2001. Enquanto The Pooh Perplex parodia as tendências anteriores da crítica literária, o Postmodern Pooh parodia as tendências posteriores da teoria literária. Nele, Crews estende a sátira do original, cobrindo abordagens críticas mais recentes, como desconstrução, feminismo, teoria queer e terapia da memória recuperada, em parte baseando os autores do ensaio e suas abordagens em acadêmicos reais e seu trabalho.

### Crítica literária
Grande parte da carreira de Crews foi dedicada à crítica literária. O primeiro livro de Crews, The Tragedy of Manners: Moral Drama in the Later Novels of Henry James (1957), foi baseado em um ensaio premiado escrito por ele enquanto era estudante de graduação na Universidade de Yale, inicialmente publicado como parte de uma série. No livro, Crews discutiu três romances tardios de Henry James: The Ambassadors (1903), The Wings of the Dove (1902) e The Golden Bowl (1904), analisando como, nesses romances, a adesão às convenções sociais serve para manter relacionamentos ocultos de vir à luz.

### Crítica a Freud e à psicanálise
Crews começou sua carreira usando a crítica literária psicanalítica, mas gradualmente rejeitou essa abordagem e a psicanálise em geral. Em seu artigo "Reductionism and Its Discontents", publicado em Out of My System em 1975, Crews afirmou sua convicção de que a psicanálise pode ser aplicada de forma útil à crítica literária, mas expressou dúvidas crescentes sobre seu uso como uma abordagem terapêutica, sugerindo que tinha uma tradição fraca e às vezes cômica de crítica. Em 1977, Crews leu o rascunho de uma obra do filósofo Adolf Grünbaum que mais tarde se tornou The Foundations of Psychoanalysis, e ajudou Grünbaum a obter uma oferta de publicação da University of California Press. Crews rejeitou totalmente a psicanálise em seu artigo "Analysis Terminable" (publicado pela primeira vez na Commentary em julho de 1980 e reimpresso em sua coleção Skeptical Engagements em 1986), citando o que considerava sua metodologia falha, sua ineficácia como terapia e os danos que causava aos pacientes. Em 1985, Crews revisou The Foundations of Psychoanalysis na revista The New Republic.
Em 1996, Crews atribuiu à obra The Discovery of the Unconscious (1970), do psiquiatra Henri F. Ellenberger, o início de uma reavaliação de 25 anos da posição da psicanálise na história da medicina, e reconheceu outras críticas de Freud e da psicoterapia, incluindo Freud, Biologist of the Mind (1979) de Frank Sulloway, The Foundations of Psychoanalysis (1984) de Grünbaum e Freud Evaluated: The Completed Arc (1991) de Malcolm Macmillan. Crews escreveu o prefácio da edição revisada de 1997 de Freud Evaluated, sugerindo que sua republicação "avançou o longo debate sobre a psicanálise para o que pode muito bem ser seu momento decisivo".
Crews, que se descreve como "um freudiano que decidiu ajudar os outros a resistir às falácias às quais sucumbi na década de 1960", vê suas críticas a Freud como duplas - uma voltada para a ética e os padrões científicos, e a outra visando mostrar que a psicanálise é uma pseudociência. Dois de seus ensaios, "Analysis Terminable" e "The Unknown Freud", publicados em 1993, foram descritos como tiros disparados no início das "Guerras Freudianas", um longo debate sobre a reputação, o trabalho e o impacto de Freud. "The Unknown Freud" gerou um número sem precedentes de cartas para a The New York Review of Books por várias edições.
Crews passou a criticar Freud e a psicanálise extensivamente, tornando-se uma figura importante nas discussões e críticas de Freud que ocorreram durante os anos 1980 e 1990. Crews foi um dos vários críticos que solicitaram que uma exposição de Freud planejada para a Biblioteca do Congresso fosse menos unilateral; os protestos evidentemente atrasaram a abertura da exposição por quase um ano, e quase a cancelaram de imediato. Eli Zaretsky, que identifica Crews como um dos críticos mais proeminentes de Freud, escreve que os desafios de Crews a Freud e à psicanálise ficaram sem resposta. Seu livro Freud: The Making of an Illusion foi publicado em agosto de 2017. Crews usou cartas que Freud escreveu a Martha Bernays que revelaram que o uso de cocaína por Freud "era mais severo e muito mais duradouro do que se conhecia. Afetou significativamente sua escrita, casamento, humor e avaliações de tratamento." As cartas também revelaram que a filha de Freud, Anna, e seu biógrafo Ernest Jones encobriram tratamentos que eram ineficazes. Crews traça as etapas pelas quais Freud foi forçado a seguir uma carreira médica, revela como ele superou as falhas terapêuticas, avançando afirmações teóricas duvidosas e termina explorando os meios autoritários pelos quais ele guiou um movimento sem fundamento empírico. O psiquiatra E. Fuller Torrey concluiu: “O culminar de mais de 40 anos de pesquisa ... é duvidoso se será superado como um trabalho acadêmico sobre Freud como pessoa ou sobre a origem de suas idéias."

### Críticas à terapia da memória recuperada
Em 1993 e 1994, Crews escreveu uma série de ensaios críticos e resenhas de livros relacionados a memórias reprimidas e recuperadas, que também provocou debates acalorados e cartas aos editores da The New York Review of Books. Os ensaios, junto com cartas críticas e de apoio e suas respostas, foram publicados como The Memory Wars (1995). Crews acredita que as "memórias" da sedução infantil relatadas por Freud não eram memórias reais, mas construções que Freud criou e impôs a seus pacientes. De acordo com Crews, a teoria da sedução que Freud abandonou no final da década de 1890 agiu como um precedente e fator contribuinte para a onda de falsas alegações de abuso sexual infantil nas décadas de 1980 e 1990.

## Publicações

### Como autor
- Crews, FC (1957) [1971 Archon books re-issue]. The Tragedy of Manners: Moral Drama in the Later Novels of Henry James. [S.l.]: Yale University Press. ISBN 0-208-01047-5
- Crews, FC (1962) [2003 Textbook Publishers re-issue]. E. M. Forster: The Perils of Humanism. [S.l.]: Princeton University Press. ISBN 0-7581-5768-1
- Crews, FC (2003) [1963]. The Pooh Perplex: A Student Casebook (2003 re-issue). [S.l.]: E.P. Dutton/University of Chicago Press. ISBN 0-226-12058-9
- Crews, FC (1989) [1966]. The Sins of the Fathers: Hawthorne's Psychological Themes. Berkeley: University of California Press. ISBN 0-520-06817-3
- Crews, FC (1968). The Patch Commission. [S.l.]: E. P. Dutton
- Crews, FC (1975). Out of My System: Psychoanalysis, Ideology, and Critical Method. [S.l.]: Oxford University Press. ISBN 0-19-501947-4
- Crews, FC (1991) [1980]. The Random House Handbook. [S.l.]: McGraw-Hill. ISBN 0-07-013636-X
- Crews, FC (1981). The Random House Reader. [S.l.]: McGraw-Hill. ISBN 978-0075535973
- Crews, FC (1986). Skeptical Engagements. [S.l.]: Oxford University Press. ISBN 0-19-503950-5
- Crews, FC (1992). The Critics Bear It Away: American Fiction and the Academy. [S.l.]: Random House. ISBN 0-679-40413-9
- Crews, FC; Schor S; Hennessy M (1993). The Borzoi Handbook for Writers (3rd ed.). [S.l.]: McGraw-Hill. ISBN 0-07-911401-6
- Crews, FC (1995). The Memory Wars: Freud's Legacy in Dispute. [S.l.]: The New York Review of Books. ISBN 0-940322-04-8
- Crews, FC (2001). Postmodern Pooh. [S.l.]: North Point Press. ISBN 0-86547-626-8
- Crews, FC (2006). Follies of the Wise: Dissenting Essays. [S.l.]: Shoemaker & Hoard. ISBN 1-59376-101-5
- Crews, FC (2017). Freud: The Making of an Illusion. [S.l.]: Metropolitan Books. ISBN 9781627797177

### Como editor
- Hawthorne, N. (1962).  Crews, FC, ed. Great Short Works of Nathaniel Hawthorne. New York: Harper & Row. ISBN 978-0060830748
- Crews, FC (1970). Psychoanalysis and Literary Process. [S.l.]: Winthrop Publishers. ISBN 0-13-732362-X
- Crews, FC; Schell O (1970). Starting Over: A College Reader. [S.l.]: Random House
- Crews, FC; McMichael GL (1997). Anthology of American Literature. Englewood Cliffs, N.J: Prentice Hall. ISBN 0-13-573973-X
- Crews, FC (1998). Unauthorized Freud: Doubters Confront a Legend. [S.l.]: Viking Press. ISBN 0-670-87221-0
- Crews, FC; McMichael GL (1998). Concise Anthology of American Literature. Englewood Cliffs, N.J: Prentice Hall. ISBN 0-13-373291-6

### Como colaborador
- Crane, S. (2007).  E. C. Link; D. Pizer, eds. The Red Badge of Courage (Fourth Edition) (Norton Critical Editions). New York: W. W. Norton & Company. ISBN 978-0393930757

### Entrevistas
- Interview com o Instituto de Estudos Internacionais, University of California, Berkeley
- Interview - Public Broadcasting Service